# Bijgebouw
Een bijgebouw is een gebouw, dat organisatorisch en organisch bij een ander gebouw hoort en op dezelfde locatie als het hoofdgebouw is gesitueerd.
Bijgebouwen krijgen deze aanduiding vaak omdat er andere activiteiten dan de hoofdactiviteit worden uitgevoerd. Bij fabrieken kan hierbij onder meer worden gedacht aan een ketelhuis, werkplaatsen, opslagplaatsen en kantines. Historische complexen als kastelen, paleizen, kloosters en abdijen beschikken vaak ook over een groot aantal bijgebouwen. Ook boerderijen hebben vaak bijgebouwen in de vorm van opslagplaatsen en stallen.
Bijgebouwen kunnen ook ontstaan door expansie van organisaties, waardoor ruimtegebrek ontstaat in het hoofdgebouw en er onvoldoende financiële middelen zijn voor nieuwbouw, of uitbreiding van het hoofdgebouw.
Voorbeelden van bijgebouwen:
| - stal - schuur - bakhuis - tuinhuis - poortgebouw | - portierswoning - werkplaats - oranjerie - opslagplaats - ketelhuis |